# Germanwings

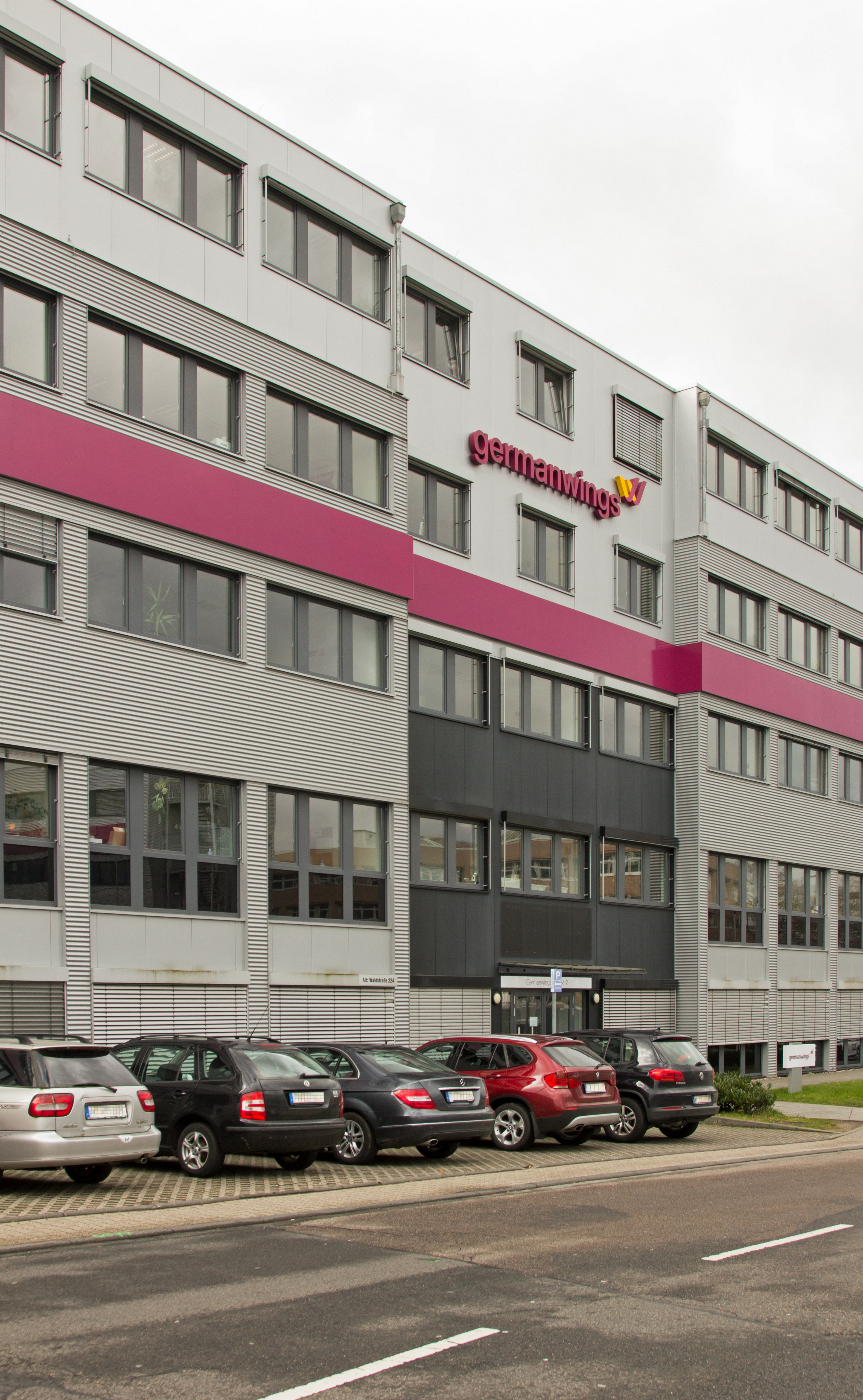
Главный офис компании в Кёльне

Germanwings — упразднённая немецкая бюджетная авиакомпания, базирующаяся в аэропорту Кёльн-Бонн, со штаб-квартирой в Кёльне. Является аффилированным членом глобального авиационного альянса пассажирских перевозок Star Alliance как дочерняя компания Lufthansa. В связи с кризисом, вызванным коронавирусом, материнской компанией Lufthansa 7 апреля 2020 года было принято решение о закрытии компании.

## История
Компания Germanwings была создана в 1997 году как подразделение "Eurowings Flug GmbH", однако фактическую деятельность начала лишь с осени 2002 года.
Сейчас торговой маркой Germanwings владеет компания Eurowings, 49% капитала которой, в свою очередь, принадлежит авиакорпорации Lufthansa.
На данный момент Germanwings является самой быстрорастущей европейской авиакомпанией: в то время, как оборот других авиакомпаний за последние три года увеличился максимум на 25%, оборот Germanwings вырос на 55%. Тенденция роста наблюдается и в этом году: по итогам года оборот Germanwings должен увеличиться на 40% – с 400 млн. евро в 2005 году до 560 млн. евро. в 2006 году.

## Маршрутная сеть
Из своих основных хабов авиакомпания обслуживает более 64 направлений:
- Из аэропорта Кёльн-Бонн — 61 направление
- Штутгарт — 35 направлений
- Берлин-Шёнефельд — 17 направлений
- Гамбург  — 6 направлений
- Дортмунд — 4 направления
- Дюссельдорф — 50+ направлений

Также авиакомпания предоставляет полёты с одной пересадкой, как правило через основной хаб — аэропорт Кёльн-Бонн.
В России авиакомпанию обслуживает аэропорт Домодедово (Москва).

## Флот

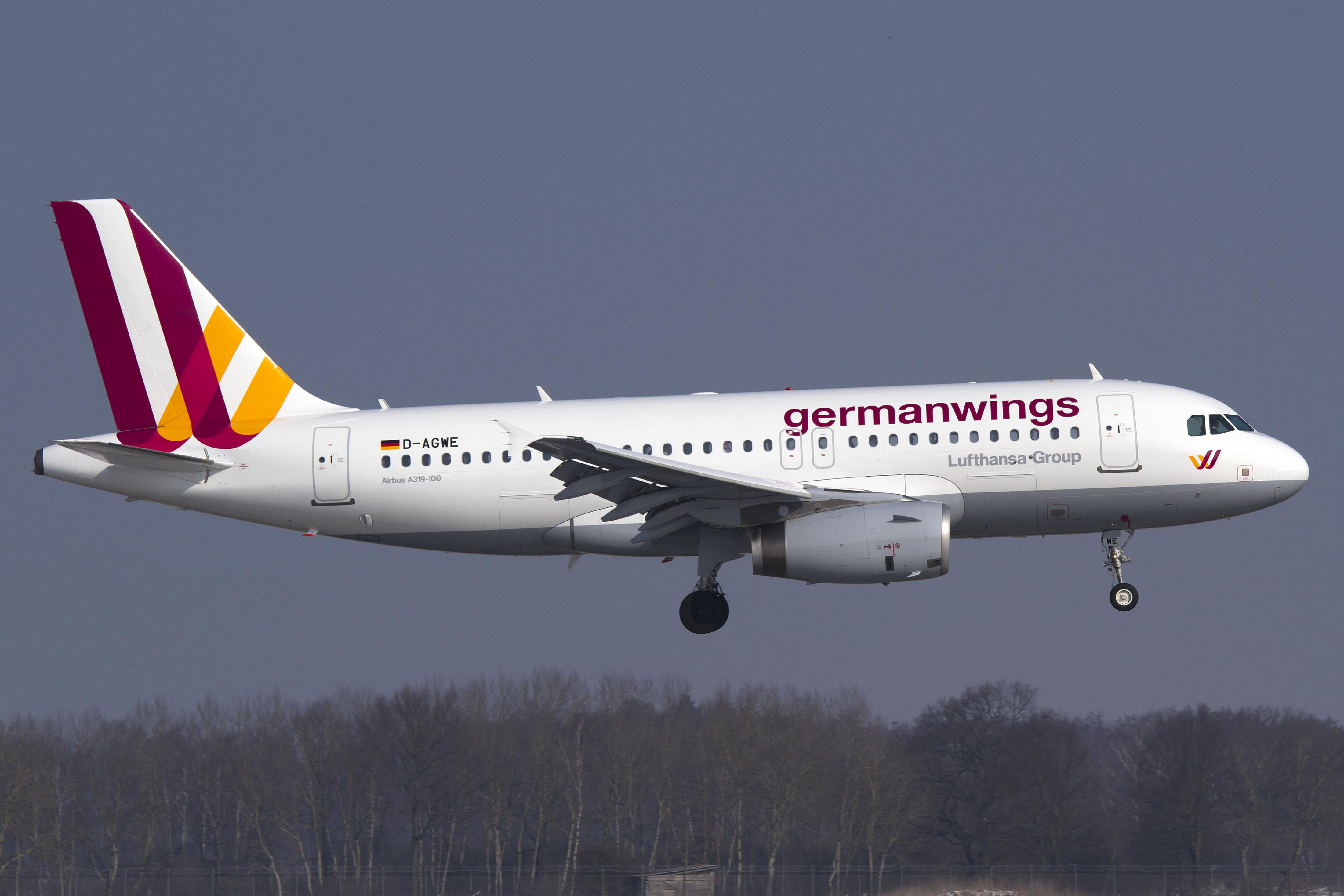
Airbus A319 Germanwings в новой ливрее

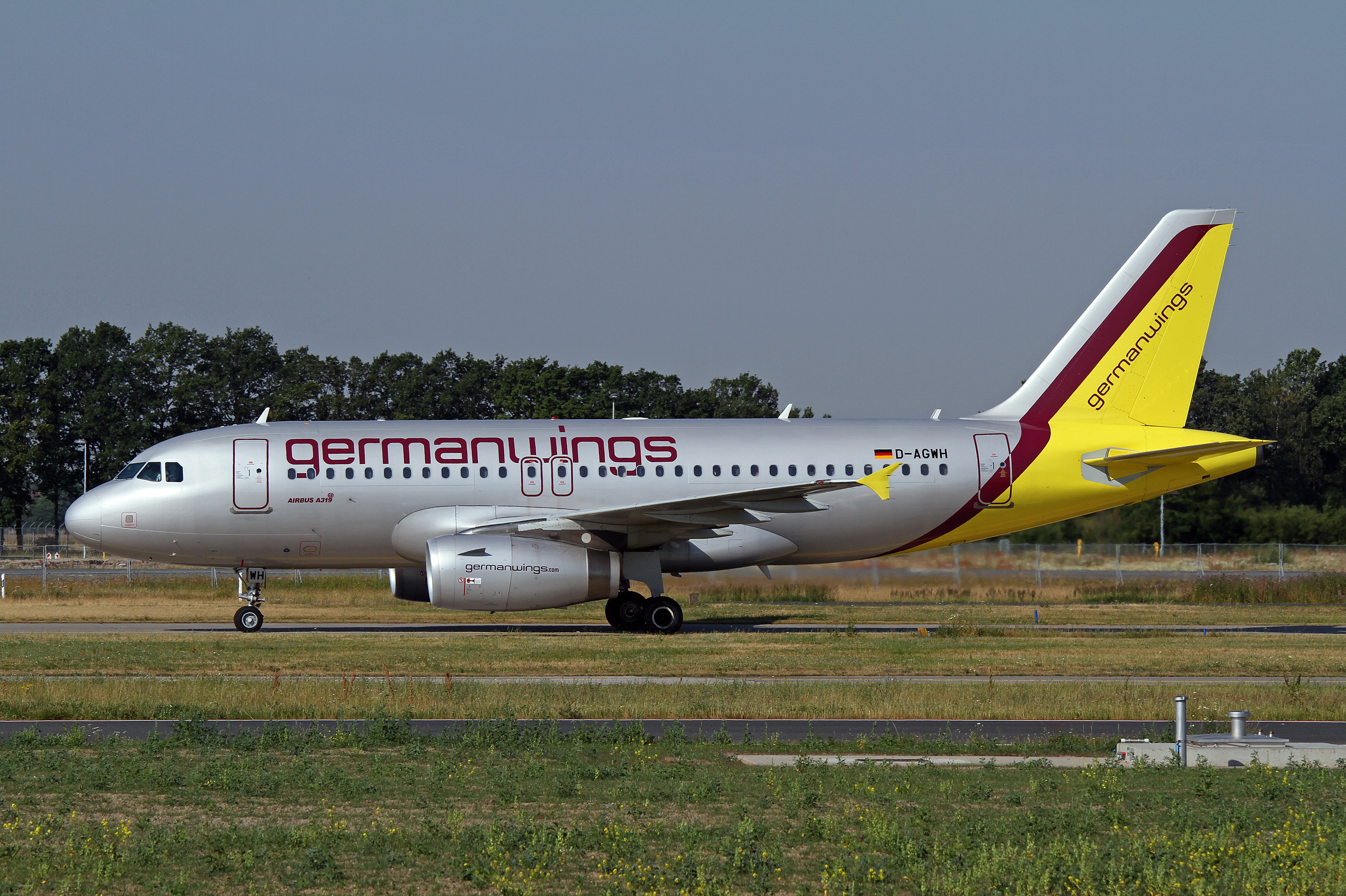
Airbus A319 Germanwings в старой ливрее

По состоянию на ноябрь 2018 года воздушный парк Germanwings состоит из следующих самолетов:
В состав флота входили ранее также 3 Airbus A320 и ещё 6 Airbus A319, переданные Lufthansa Italia.

## Обслуживание
Как бюджетная авиакомпания, Germanwings предоставляет пассажирам лишь очень ограниченный сервис в случае покупки обычных билетов.
В стоимость билета входит лишь ручная кладь весом до 8 килограммов, багаж весом до 20 килограммов оплачивается дополнительно и стоит €5 + НДС при оплате одновременно с покупкой билета и €10 + НДС при оплате во время регистрации.
Напитки и еда предоставляются на борту за дополнительную плату.
Авиакомпания имеет собственную бонусную программу — Boomerang Club, участники которой могут получить бесплатный полёт туда и обратно после совершения 8 оплаченных полётов туда и обратно. С 2009 года Germanwings также поддерживает бонусную программу своей материнской компании Lufthansa — Miles & More.

## Показатели деятельности
| Данные                | Значения |
| --------------------- | --- |
| Количество пассажиров | > 8.0 миллионов (2008) |
| Загрузка на место     | 71,2 % (Январь 2009) |
| Оборот авиакомпании   | \| 2003 \| 150 миллионов € \| \| 2004 \| 245 миллионов € \| \| 2005 \| 400 миллионов € \| \| 2006 \| 560 миллионов € \| \| 2007 \| 630 миллионов € \| \| 2008 \| 656 миллионов € \| |
| 2003                  | 150 миллионов € |
| 2004                  | 245 миллионов € |
| 2005                  | 400 миллионов € |
| 2006                  | 560 миллионов € |
| 2007                  | 630 миллионов € |
| 2008                  | 656 миллионов € |

## Авиакатастрофа
24 марта 2015 года между городами Динь-ле-Бен и Барселоннет во Франции потерпел катастрофу Airbus A320-211. Самолёт выполнял рейс 9525 из Барселоны в Дюссельдорф со 144 пассажирами и 6 членами экипажа на борту. Официальной причиной катастрофы стало самоубийство пилота: самолет был умышленно направлен в горный склон Прованских Альп. Все находившиеся на его борту 150 человек погибли. Это первая авиакатастрофа авиакомпании Germanwings за все годы её существования.